# Rokîtne, Bobrovîțea
Rokîtne (în ucraineană Рокитне) este un sat în comuna Sokolivka din raionul Bobrovîțea, regiunea Cernihiv, Ucraina.

## Demografie
Componența lingvistică a localității Rokîtne
     Ucraineană (92,73%)
     Rusă (7,27%)
Conform recensământului din 2001, majoritatea populației localității Rokîtne era vorbitoare de ucraineană (92,73%), existând în minoritate și vorbitori de rusă (7,27%).